# 白海卡累利阿

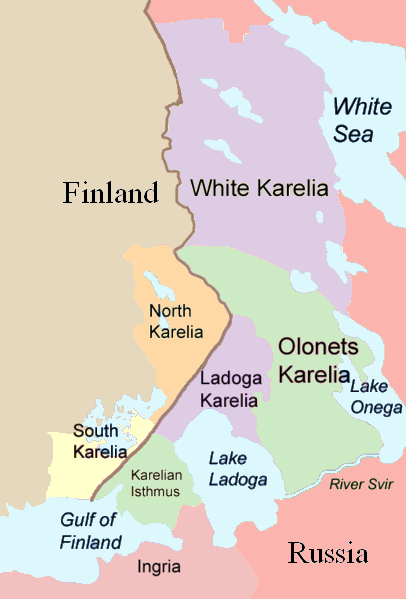
白海卡累利阿的位置，图中“White Karelia”

白海卡累利阿（俄语：Беломорская Карелия），是欧洲东北部一块历史地区，在现今俄罗斯境内，为卡累利阿最北部的区域。东邻白海、北靠摩爾曼斯克州、西接芬兰（凱努區和北博滕區东部），南依卡累利阿共和国的穆耶澤爾斯基區和謝格扎區。
该区域面积约为67,000平方公里，人口数量约为100,000人。从中心聚居地及公共设施的角度来看，该地没有得到开发，大部分为荒原之地。
芬兰作家及语言学家埃利亚斯·伦罗特曾到该地区收集素材并整理编辑为芬兰民族史诗《卡勒瓦拉》。